# Sentieri selvaggi
 (avril 2025).
Si vous disposez d'ouvrages ou d'articles de référence ou si vous connaissez des sites web de qualité traitant du thème abordé ici, merci de compléter l'article en donnant les références utiles à sa vérifiabilité et en les liant à la section « Notes et références ».
Sentieri selvaggi est un ensemble musical italien, spécialisé dans la musique contemporaine. Il est fondé en 1997 par Carlo Boccadoro, Filippo Del Corno et Angelo Miotto.

## Activités
L'ensemble a travaillé avec des compositeurs tels que Ludovico Einaudi, Michael Nyman, Philip Glass, Fabio Vacchi, David Lang, James MacMillan, Lorenzo Ferrero, Ivan Fedele et Louis Andriessen.
Sentieri selvaggi est un invité régulier des festivals de musique italiens, notamment du Teatro Alla Scala, de la Biennale de Venise et du MITO SettembreMusica de Milan, ainsi que lors de manifestations culturelles italiennes telles que le festival littéraire de Mantoue et la fête de la science à Gênes. Il participe également à des festivals internationaux, y compris le Bang On A Can Marathon de New York et le SKIF Festival à Saint-Pétersbourg.
L'ensemble a également organisé un festival à Milan qui, depuis 2005, est devenu un rendez-vous de la saison de musique contemporaine, avec un programme de concerts, de conférences publiques et des classes de maître. Chaque programme se concentre sur un thème spécifique : en 2010, le titre de la saison était Nuovo Mondo (« Nouveau monde »).
L'ensemble a également mis en scène des opéras de chambre, comme Io Hitler de Filippo Del Corno, The Man Who Mistook His Wife for a Hat (« L'Homme qui prenait sa femme pour un chapeau ») de Michael Nyman et The Sound of a Voice de Philip Glass.

## Enregistrements
- 1999 : La formula del fiore
- 1999 : Musica Cœlestis (livre-CD)
- 2002 : Bad blood
- 2003 : Child - Consacré à la musique de David Lang
- 2006 : Acts of Beauty - publié sur le label de Michael Nyman
- 2007 : Hotel Occidental - Filippo Del Corno - (RAI Trade - Ducale)
- 2008 : Hotel Occidental di Filippo Del Corno (Preludio Music)
- 2011 : Zingiber (Cantaloupe music)
- 2016 : Le sette stelle de Carlo Boccadoro, avec d'autres œuvres de Luca Francesconi, Filippo Del Corno, Giorgio Colombo Taccani, Giovanni Sollima et Mauro Montalbetti - Ensemble Sentieri selvaggi : Paola Fre, flûte et ottavino ; Mirco Ghirardini, clarinettes ; Andrea Rebaudengo, piano ; Andrea Dulbecco, vibraphone et percussion ; Piercarlo Sacco, violon ; Aya Shimura, violoncelle (février 2017, Deutsche Grammophon) (OCLC 1015214851)

En 2006, l'ensemble a enregistré une anthologie AC/DC pour le label américain Cantaloupe Music. En 2008, l'enregistrement de l'Il cantante al microfono avec le soliste Eugenio Finardi a remporté le prix Targa Tenco.

## Répertoire
- John Adams, Gnarly Buttons, Allelujah Junction
- Louis Andriessen, Passeggiata in tram in America e ritorno (nouvelle version), Hout, Zilver, De Staat
- Christina Athinodorou, Aktaí (2008)
- Luciano Berio, O King
- Carlo Boccadoro, Bad blood, Bibì&Bibò, Keep Cool, Zingiber
- Gavin Bryars, Non la conobbe il mondo mentre l’ebbe, Jesus' Blood Never Failed Me Yet,
- Michael Daugherty, Diamond in the rough, Sinatra shag
- Filippo Del Corno, Dogma no 6, Hotel Occidental, L’uomo armato, Mancanza di soldi
- Ivan Fedele, Maja, Immagini da Escher
- Lorenzo Ferrero, Glamorama Spies, Tourists and Oracles
- Carlo Galante, La formula del fiore, Urban Ring
- Philip Glass, Facades, The Sound of a Voice, Wichita Vortex Sutra
- Michael Gordon, AC/DC, Industry
- Gia Kancheli, Exil, Nach dem Weinen
- David Lang, Developer, I fought the law, Stick figure, Sweet air
- James MacMillan, Raising sparks, Parthenogenesis, The Prophecy
- Michael Nyman, Acts of beauty, Something Connected With Energy,  L'Homme qui prenait sa femme pour un chapeau (The Man Who Mistook His Wife For A Hat)
- Arvo Pärt, Miserere, Stabat Mater
- Steve Reich, Cello Counterpoint, Daniel Variations, Proverb
- Fabio Vacchi, Dai calanchi di Sabbiuno, Mi chiamo Roberta